# Pattinam
Pattinam è una suddivisione dell'India, classificata come town panchayat, di 8.187 abitanti, situata nel distretto di Namakkal, nello stato federato del Tamil Nadu. In base al numero di abitanti la città rientra nella classe V (da 5.000 a 9.999 persone).

## Geografia fisica
La città è situata a 11° 29' 06 N e 78° 12' 51 E.

## Società

### Evoluzione demografica
Al censimento del 2001 la popolazione di Pattinam assommava a 8.187 persone, delle quali 4.156 maschi e 4.031 femmine. I bambini di età inferiore o uguale ai sei anni assommavano a 814, dei quali 431 maschi e 383 femmine. Infine, coloro che erano in grado di saper almeno leggere e scrivere erano 4.769, dei quali 2.773 maschi e 1.996 femmine.